# Africada ejectiva alveolar
L'africada ejectiva alveolar és un tipus de consonant, utilitzat en algunes llengües parlades. El seu símbol en alfabet fonètic internacional és t͡sʼ.

## Aparició
| Llengua   | Llengua         | Mot             | AFI                     | Significat                                               | Notes                                            |
| --------- | --------------- | --------------- | ----------------------- | -------------------------------------------------------- | ------------------------------------------------ |
| Abazí     | Abazí           | хъацIа          | [qat͡sʼa]                | 'home'                                                   |                                                  |
| Adigué    | Adigué          | папцӀэ          | [pʰaːpt͡sʼa] (?·pàg.)    | 'agut'                                                   |                                                  |
| Armeni    | Armeni oriental | ծառ             | [t͡sʼɑr]                 | 'arbre'                                                  | En altres dialectes orientals correspon a [t͡s⁼]. |
| Àvar      | Àvar            | мацӀ            | [mat͡sʼ]                 | 'llengua'                                                |                                                  |
| Txetxè    | Txetxè          | цIе             | [t͡sʼe]                  | 'nom'                                                    |                                                  |
| Georgià   | Georgià         | წელი            | [t͡sʼeli]                | 'any'                                                    |                                                  |
| Hatza     | Hatza           | zzapale         | [t͡sʼapaɾe]              | 'pal excavador'                                          |                                                  |
| Haida     | Haida           | ttsanskkaagid   | [t͡sʼanskʼaːkit]         | 'bigues'                                                 |                                                  |
| Kabardí   | Kabardí         | цӀэ             | [t͡sʼa] (?·pàg.)         | 'nom'                                                    |                                                  |
| Luixutsid | Luixutsid       | c’uʔkʷs         | [t͡sʼuʔkʷs]              | 'set'                                                    |                                                  |
| Nuxálk    | Nuxálk          | xłp̓x̣ʷłtłpłłskʷc̓ | [xɬpʼχʷɬtʰɬpʰɬːskʷʰt͡sʼ] | 'ell havia tingut en el seu poder una planta bunchberry' |                                                  |
| Tlingit   | Tlingit         | ts'ankwaat      | [t͡sʼankʷaːt]            | 'aranya'                                                 |                                                  |